# Acacia erubescens
Acacia erubescens är en ärtväxtart som beskrevs av Daniel Oliver. Acacia erubescens ingår i släktet akacior, och familjen ärtväxter. Inga underarter finns listade i Catalogue of Life.